# Бомба (серіал, 2020)
«Бомба» — російський восьмисерійний історико-драматичний телевізійний художній фільм 2020 року режисера Ігоря Копилова, знятий продюсерським центром Валерія Тодоровського. Розповідає про радянських фізиків-ядерників, які в 1945—1949 роках, під часпротистояння світових держав, створити першу в Радянському Союзі атомну бомбу.
Прем'єрний показ серіалу відбувся з 9 по 12 листопада 2020 року на телеканалі «Росія-1».

## Сюжет
Дія фільму починається 6 серпня 1945 року, коли Збройні сили США скинули на Хіросіму атомну бомбу «Малюк». Через чотирнадцять днів у Москві, з метою досягнення і подальшої підтримки ядерного паритету між СРСР і США на тлі їх військового протистояння, створено Спеціальний комітет при ДКО СРСР на чолі з Лаврентієм Берією, покликаний в найкоротші терміни, за всяку ціну, в умовах суворої секретності, розробити і реалізувати перший в Радянському Союзі атомний проект.
Герої фільму-радянські вчені-фізики на чолі з академіком Ігорем Васильовичем Курчатовим, яким за чотири післявоєнних роки, у важких умовах розрухи і занепаду промисловості, за секретним завданням спеціального комітету мали створити першу радянську атомну бомбу.
Талановитий вчений-фізик Михайло Рубін, ще до початку німецько-радянської війни потрапив до табору системи ГУЛАГ через особистий конфлікт з наркомом Лаврентієм Берією Тому його в серпні 1945 року раптово звільняють і направляють до секретного Московського дослідницького інституту для участі в роботі над атомним проектом. З'ясовується, що рекомендував кандидатуру Михайла до цього проекту його найкращий друг і колега Кирило Муромцев, який за час перебування товариша в місцях позбавлення волі встиг одружитися на його нареченій Ганні Галєєвій, і тепер їм, незважаючи на особисту драму, належить працювати разом.
У фільмі розглядається історія випробувань на першому радянському уран-графітовому реакторі у Москві (Лабораторія № 2 АН СРСР), створення КБ-11 в Арзамасі, першого радянського промислового ядерного реактора і Бази-10 під тодішнім Киштимом на Уралі, випробування готового виробу на Семипалатинському полігоні.
Наприкінці кожної серії при показі титрів наводяться короткі інтерв'ю живих свідків подій тих років.
У 2013 році українські телевізійники випустили серіал «Бомба» (режисер Олег Фесенко) на аналогічну тему, тільки приділили більше уваги шпигунській лінії.

## У ролях
За словами сценариста багатосерійного фільму «Бомба» Максима Білозора, образи більшості героїв картини є збірними, вони вигадані і не мають прямих прототипів, але так як фільм заснований на реальних подіях, то деякі історичні особистості виписані в ньому практично документально. Так, наприклад, прототипом Я. М. Ліфшиця є професор Веніамін Цукерман, а за мотивами його книги «Люди і вибухи» [Архівовано 29 липня 2017 у Wayback Machine.] відтворені сцени з дзеркалом і високошвидкісною зйомкою в рентгенівських променях.
Реальні особистості
- Лаврентій Павлович Берія — Віталій Коваленко
- Борис Львович Ванников — Володимир Богданов
- Юлій Борисович Харитон — Андрій Смелов
- Ігор Васильович Курчатов — Михайло Хмуров
- Нільс Хенрік Давид Бор — Ігор Лисов

- Кирило Муромцев (фізик-ядерник, чоловік Галєєвої) — Віктор Добронравов
- Ганна Миколаївна Галєєва (біофізик-радіобіолог, дружина Муромцева і колишня наречена Рубіна) — Євгенія Брик
- Михайло Львович Рубін (фізик-ядерник, колишній наречений Галєєвої) — Євген Ткачук
- Вероніка Леопольдівна (мати Галєєвої) — Наталія Суркова
- Софія (Соня) Карпухіна (кастелянша в гуртожитку, фліртує з Рубіним) — Аглая Тарасова
- Ян Ганічев (фізик-лаборант, закоханий в Карпухіну) — Геннадій Вирипаєв
- Яків Натанович Ліфшиць (консультує по високошвидкісній зйомці вибух заряду для імплозії) — Олександр Ликов
- Ольга Ізотова (ув'язнена, в яку закохується Рубін) — Ольга Смирнова (Філімонова)
- Микола Іванович Якимук (полковник держбезпеки, який відповідає за охорону об'єктів) — Едуард Флеров
- Микола Степанович Борсуков — Віктор Раков
- Любов Петрівна Барсукова (дружина Барсукова) — Марина Кондратьєва

## Виробництво
Багатосерійний фільм «Бомба» знятий продюсерським центром Валерія Тодоровського за підтримки Державної корпорації «Росатом» на замовлення телеканалу «Росія-1». Сценарій написаний Максимом Білозором за участю Ігоря Копилова, який є режисером-постановником.
Зйомки проходили в Інституті фізичних проблем імені П. Л. Капіци РАН в Москві, в степах під містом Таганрог Ростовської області (там знімали Семипалатинський полігон), на Крутицькому подвір'ї у столиці, що зіграв роль закритого міста Сарова, а також у Домодєдовському кар'єрі (там знімали дорогу на Лос-Аламос у штаті Нью-Мексико, де знаходилася американська секретна лабораторія).
Серіал присвячений 75-річчю атомної промисловості Росії.

## Примітка
1. ↑  На телеканале «Россия 1» стартует премьера исторического сериала «Бомба». [Архівовано 13 листопада 2020 у Wayback Machine.] // Статья от 09.11.2020 г. НАО «Национальная спутниковая компания».
2. ↑  Подлинная история советского атомного проекта. [Архівовано 13 листопада 2020 у Wayback Machine.] // Статья от 10.11.2020 г. «Аргументы и факты». А. Сидорчик.
3. 1 2 3 4  Дарья Быстрова. Создание «Бомбы»: по ТВ покажут сериал про первый ядерный заряд. — На телеканале «Россия» 9 ноября 2020 года стартует восьмисерийный фильм «Бомба», снятый при поддержке «Росатома». [Архівовано 24 листопада 2020 у Wayback Machine.] Отраслевое издание госкорпорации «Росатом» «Страна Росатом» // strana-rosatom.ru (6 ноября 2020 года)
4. ↑  Телеканал «Россия 1» представляет первый тизер сериала «Бомба». [Архівовано 13 травня 2021 у Wayback Machine.] // vesti.ru (2 октября 2020 года)
5. ↑  Канал «Россия» анонсировал сериал про изобретение ядерной бомбы. [Архівовано 11 листопада 2020 у Wayback Machine.] // info.sibnet.ru (2 октября 2020 года)
6. ↑  Сериал «Бомба» − история людей, совершивших невозможное. — 9 ноября 2020 года на телеканале «Россия 1» состоится премьера масштабного многосерийного фильма «Бомба» от продюсерского центра Валерия Тодоровского. Остросюжетный сериал рассказывает о молодых физиках, создавших первую атомную бомбу в СССР. [Архівовано 20 листопада 2020 у Wayback Machine.] // filmpro.ru (3 ноября 2020 года)
7. ↑  «Бомба»: Атомная страсть. Первый российский сериал о разработчиках отечественного атомного оружия [Архівовано 6 жовтня 2021 у Wayback Machine.] // Статья от 12.11.2020. kino-teatr.ru. М. Безрук.
8. ↑  «Бомба»: сведения о Курчатове собирали по крупицам. [Архівовано 10 серпня 2021 у Wayback Machine.] // vesti.ru (11 ноября 2020 года)
9. ↑  Игорь Карев. О чем сериал «Бомба»? — Канал «Россия 1» покажет 8-серийный фильм о создании советского атомного оружия «Бомба». [Архівовано 17 листопада 2020 у Wayback Machine.] Газета «Аргументы и факты» // aif.ru (9 ноября 2020 года)
10. ↑  Из лагеря — к разработке ядерного оружия: на телевидении выходит сериал «Бомба» [Архівовано 21 листопада 2020 у Wayback Machine.] // Статья от 09.11.2020 г. «RT на русском». Е. Анисимова.
11. ↑  Бомба 2020: краткое описание серий [Архівовано 13 листопада 2020 у Wayback Machine.] // «Вокруг ТВ».
12. ↑  Режиссер о героях «Бомбы»: «Благодаря этим людям мы живем» [Архівовано 28 лютого 2021 у Wayback Machine.] // Статья от 11.11.2020 г. «Вести.ру».
13. ↑  Анастасия Новикова, Елена Акимова. Как снимали сериал «Бомба»: ядерный реактор с 9-этажный дом и полигон под Таганрогом. [Архівовано 21 червня 2021 у Wayback Machine.] // teleprogramma.pro (9 ноября 2020 года)
14. ↑  Сериал о физиках «Бомба» покажет «Россия». [Архівовано 19 листопада 2020 у Wayback Machine.] // intermedia.ru (3 ноября 2020 года)
15. ↑  «Роскошный подарок» — эксперты атомной промышленности о фильме «Бомба» [Архівовано 10 серпня 2021 у Wayback Machine.] // Статья от 12.11.2020 г. «Вести.ру».